# Dán Davis-kupa-csapat
A dán Davis-kupa-csapat képviseli Dániát a Davis-kupa teniszversenyen a Dán Tenisz Szövetség irányítása alatt. Dánia először 1921-ben vett részt a tornán.
Dánia jelenleg[mikor?] az euro-afrikai zóna II. csoportban versenyez. 1988-tól 1989-ig, majd újra 1993-tól to 1996-ig a világcsoportban versenyeztek.

## Külső hivatkozások
A csapatról a kupa hivatalos honlapján (angolul)